# كلاوس بيرنستن
كلاوس بيرنستن هو مدرس وسياسي دنماركي، ولد في 12 يونيو 1844 في Eskilstrup ‏ في الدنمارك، وتوفي في 27 مارس 1927 في كوبنهاغن في الدنمارك. نشط حزبياً في الحزب الليبرالي.

## مناصب
- انتخب عضو فولكتنغ [الإنجليزية]‏.
- انتخب وزير الدفاع [الإنجليزية]‏ (5 يوليو 1910 – 21 يونيو 1913).
- انتخب وزير الدفاع [الإنجليزية]‏ (5 مايو 1920 – 9 أكتوبر 1922).
- انتخب رئيس وزراء الدنمارك (5 يوليو 1910 – 21 يونيو 1913).